# Bactrocera abdoangusta
Bactrocera abdoangusta är en tvåvingeart som först beskrevs av Drew 1972.  Bactrocera abdoangusta ingår i släktet Bactrocera och familjen borrflugor. Inga underarter finns listade.